# Calofulcinia
Genre
Synonymes
- Burgersia Werner, 1928
- Rawarena Tindale, 1930

Calofulcinia est un genre d'insectes de l'ordre de Mantodea, de la famille des Iridopterygidae, de la sous-famille des Nanomantinae et de la tribu des Fulcinini.

## Espèces
- Calofulcinia australis La Greca, 1966
- Calofulcinia elegans Giglio-Tos, 1915 (type)
- Calofulcinia integra Werner, 1928
- Calofulcinia oxynota La Greca, 1969
- Calofulcinia paraoxypila (Tindale, 1930)
- Calofulcinia vidua Beier, 1935
- Calofulcinia viridula Giglio-Tos, 1915